# Racovița (Timiș)
Racovița é uma comuna romena localizada no distrito de Timiș, na região histórica do Banato (parte da Transilvânia). A comuna possui uma área de 117.17 km² e sua população era de 3057 habitantes segundo o censo de 2007.